# Cullera

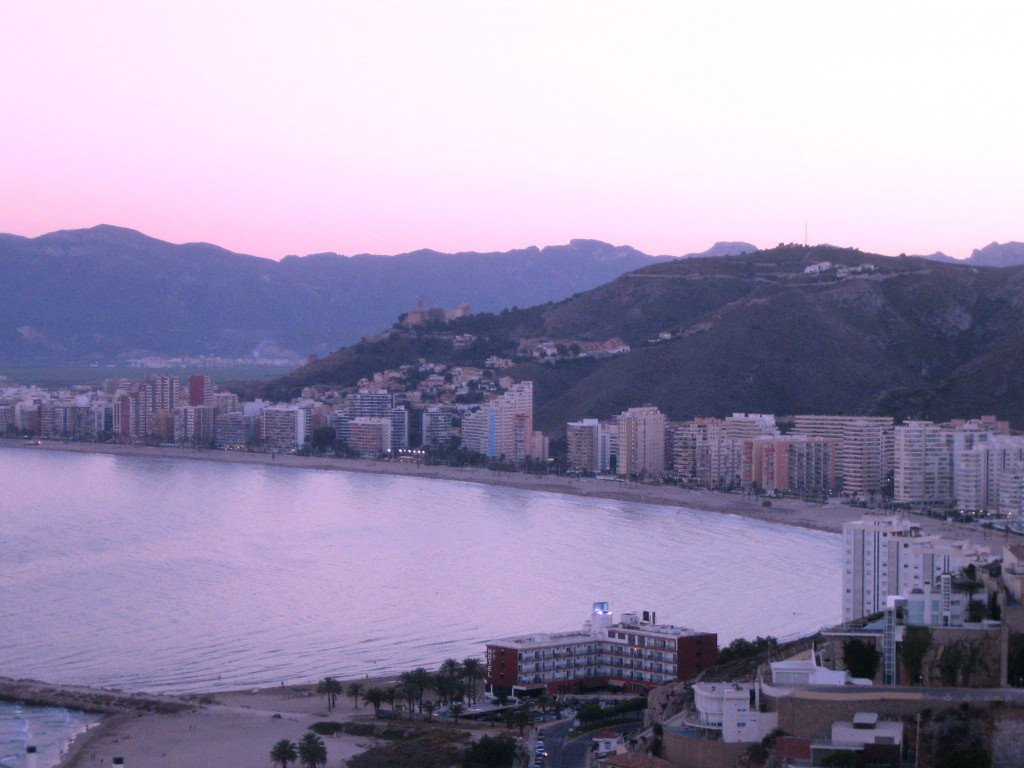
Strand van Cullera

Cullera is een gemeente in de Spaanse provincie Valencia in de regio Valencia met een oppervlakte van 54 km². Cullera telt 22.139 inwoners (1 januari 2016).
Het oude gedeelte “pueblo” is in de jaren zestig en zeventig van de twintigste eeuw uitgebreid met “San Antonio”, speciaal voor het toerisme.
Ook de wijken Mareny de Sant Llorenç, Dosel, Faro, Mareny, Estany en Brosquil maken deel uit van Cullera.
In totaal beschikt Cullera over 15 kilometer zandstrand met 5 stranden die beschikken over Blauwe Vlaggen en daarmee een erkenning zijn voor de inspanningen die de stranden leveren op het vlak van milieu- en duurzaamheidsmanagement, veiligheid, waterkwaliteit, bewustmaking en educatie, en afvalpreventie en -sortering. 

## Geografie

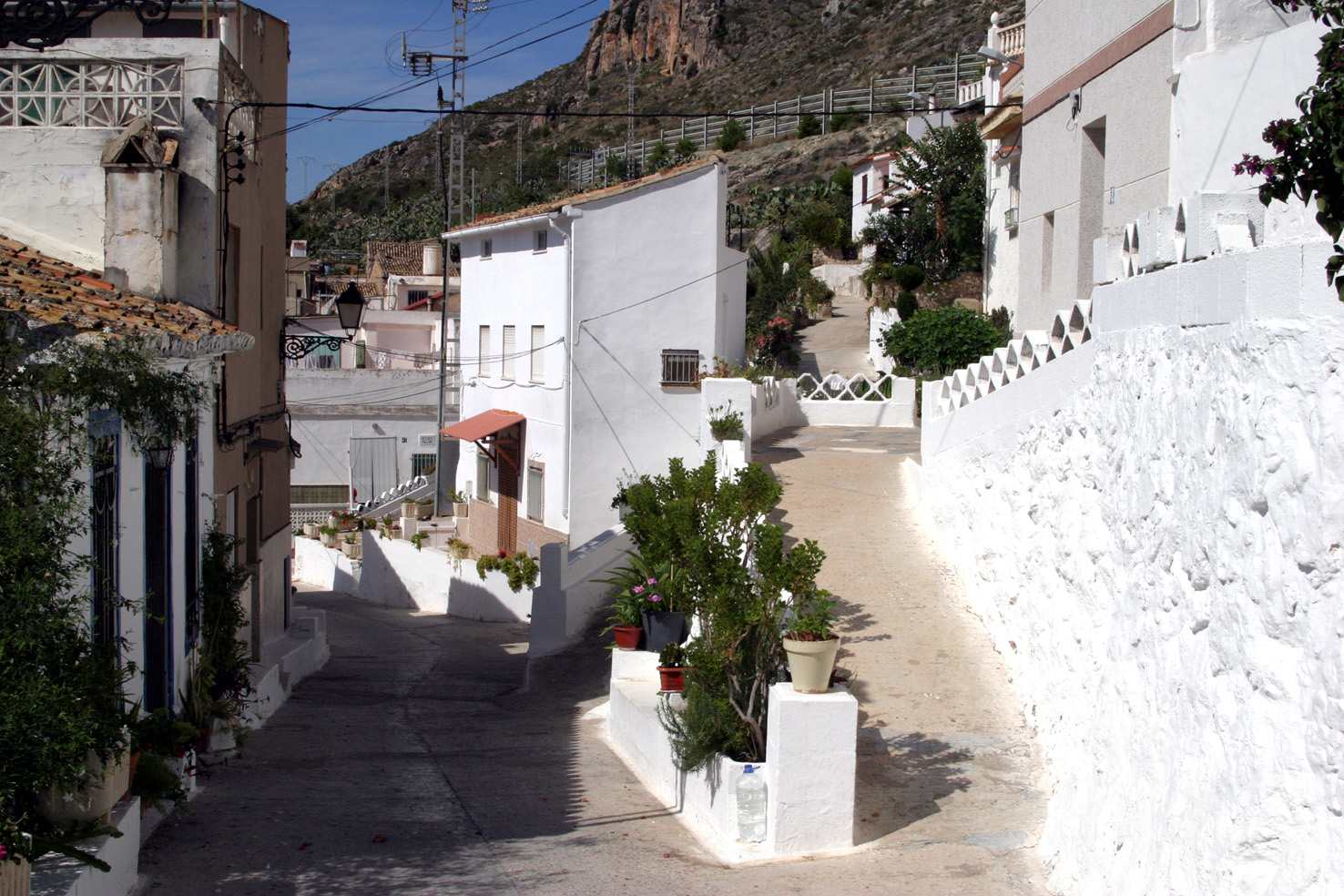
Barri Pou

De stad ligt op 38 kilometer ten zuiden van de stad Valencia en is gelegen rondom de “Monte de Oro” (de goudberg).
Cullera wordt doorsneden door de Júcar (Xúquer), een rivier die van groot belang is voor de bevloeding van de rijstvelden die rondom Cullera zijn gelegen. Daarnaast ligt Cullera te midden van de sinaasappelcultuur.
Het klimaat is overwegend droog met een gemiddelde jaartemperatuur van 17°C.

## Vervoer
De autoweg A7 verbindt Cullera met Valencia en Alicante. Men kan ook via de N332 gaan. Dit is de kustweg die via tal van dorpen de verbinding tussen Valencia en Alicante vormt.
Cullera is gelegen aan de spoorlijn Gandia – Valencia.

## Geschiedenis
Cullera werd al bewoond in de prehistorie. In de “Cova del Volcán” zijn archeologische overblijfselen gevonden uit de bronstijd.
Na de Feniciërs en de Grieken waren de Iberiërs tot aan de wisseling van de jaartelling de bewoners van de streek.
De bekende Carthager Hannibal veroverde de streek rond 219 door de inname van Sagunto. Deze verovering was de aanleiding tot de Tweede Punische Oorlog. In 138 voor Christus stichtten de Romeinen Valencia, hetgeen de eerste bloeiperiode van stad en streek betekende.
Ook in de Romeinse periode werd Cullera bewoond. Het “Isla de los Pensamientos", ook in Faro gelegen heeft vondsten uit deze periode opgeleverd. In een bescheiden archeologisch museum in Cullera zijn deze vondsten tentoongesteld.
Een van de meest welvarende perioden uit de geschiedenis brak aan toen de streek rond Valencia in 714 onder heerschappij van de Moren viel. Uit deze tijd stamt ook de naam van Cullera. Culla staat voor “top” en Aira is moors voor groot. De samentrekking Cullera betekent dus letterlijk “grote top”. Tal van overblijfselen uit de moorse periode zijn nu nog aanwezig. Zo staan er in Cullera een aantal vestigingstorens tegen de berg aan
Het belangrijkste overblijfsel van de Moren is het irrigatiesysteem dat ervoor zorgt dat de rijstvelden en sinaasappelplantages voorzien worden van water.
De eerder genoemde vestigingstorens hebben Jacobus I van Aragón in 1235 tegengehouden in een poging om de Moren te verdrijven.
Noemenswaardig zijn ook de activiteiten van piraten waaronder de bevolking gebukt ging. Mede door het optreden van de gevreesde piraat “El Dragut” werd bijna het gehele gemeentearchief vernietigd. Om aan deze overvallen het hoofd te bieden beval Philips II een aantal verdedigingstorens te laten bouwen. De enige overgebleven toren is de “Torre Marenyet”.

## Demografische ontwikkeling
Bron: INE; 1857-2011: volkstellingen

## Monumenten en bezienswaardigheden
Boven op de berg heeft men een uitzicht over Cullera, de sinaasappelplantages, de baai, de rivier en de monding van de rivier.

### De burcht

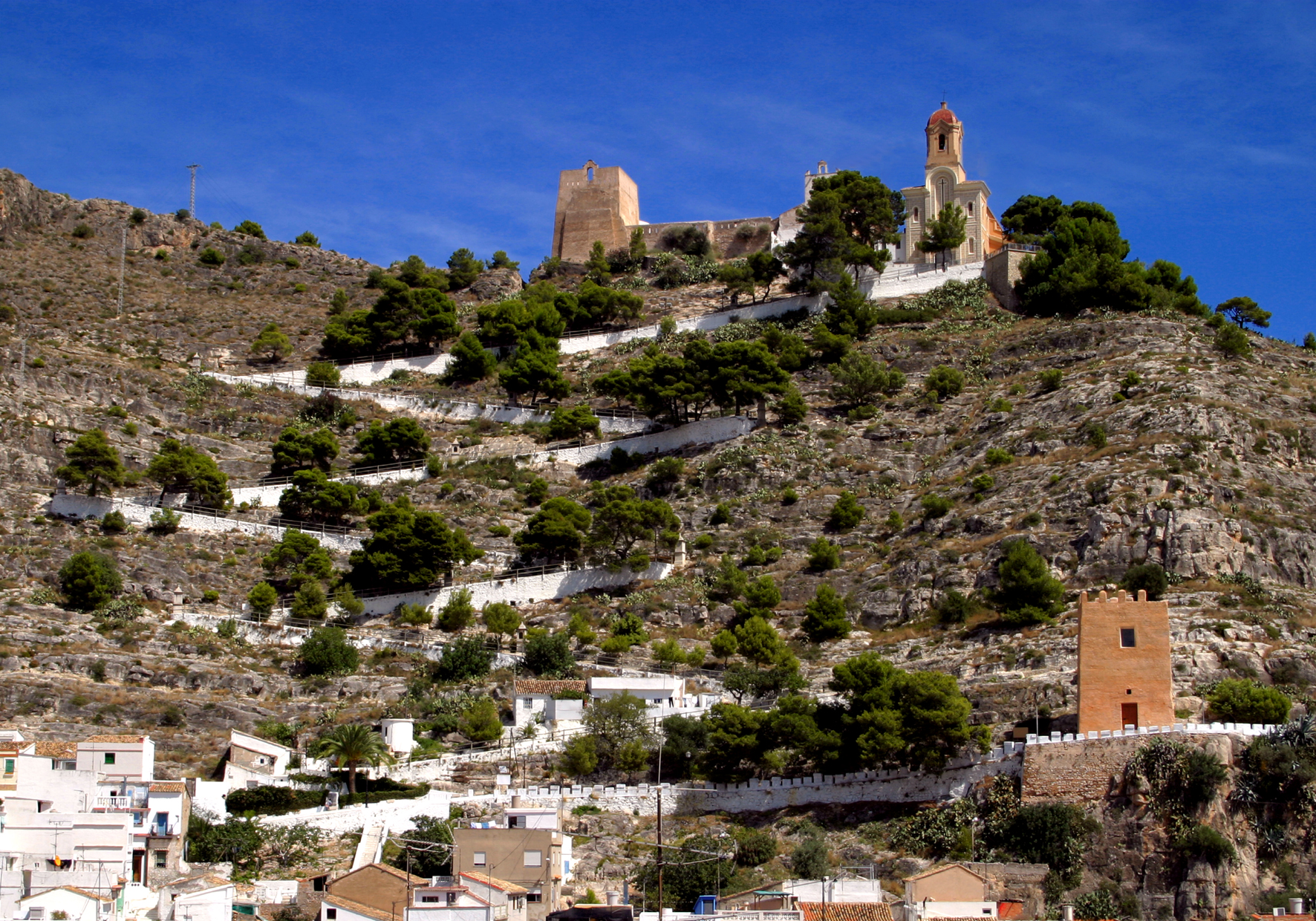
Burcht van Cullera

De burcht van Cullera bevindt zich in het midden van de bergrug, en kijkt uit over de oude stad, maar ook over de nieuwbouwwijk “San Antonio”.
Op de Moorse ruïne is door Jaime I een nieuwe burcht gebouwd, die later door Pedro I werd verstevigd. Later is de burcht ook nog verstevigd met kanonnen waarvan er nog enkele aanwezig zijn. Deze burcht is van dusdanig belang dat men, met steun van de overheid, hem weer in oude glorie wil herstellen.
Bij de restauratie zijn wandtekeningen naar voren gekomen die voer voor verder wetenschappelijk onderzoek zijn.

### Het Santuario
Boven op de berg is tussen 1891 en 1897 een kerk gebouwd ter ere van de “Virgen del Castello”. De kerk is in neoromaanse stijl opgetrokken en in het midden van de 20ste eeuw verfraaid onder invloed van de Franciscanen die in het klooster naast de kerk woonden.
Er is een witte kruisweg die tot bij de kerk leidt.
Het Mariabeeldje op het hoofdaltaar is het middelpunt van de feesten die in de week na Pasen het leven in Cullera beheersen.

## De Marenyet-toren
Gedurende de heerschappij van Filips II werd opdracht gegeven om verdedigingswerken aan te leggen tegen de invallen van piraten. De Marenyettoren is een van de overblijfselen van het torenstelsel. De torens dienden als observatiepost en ter verdediging van het achterland.

### De parochiekerk

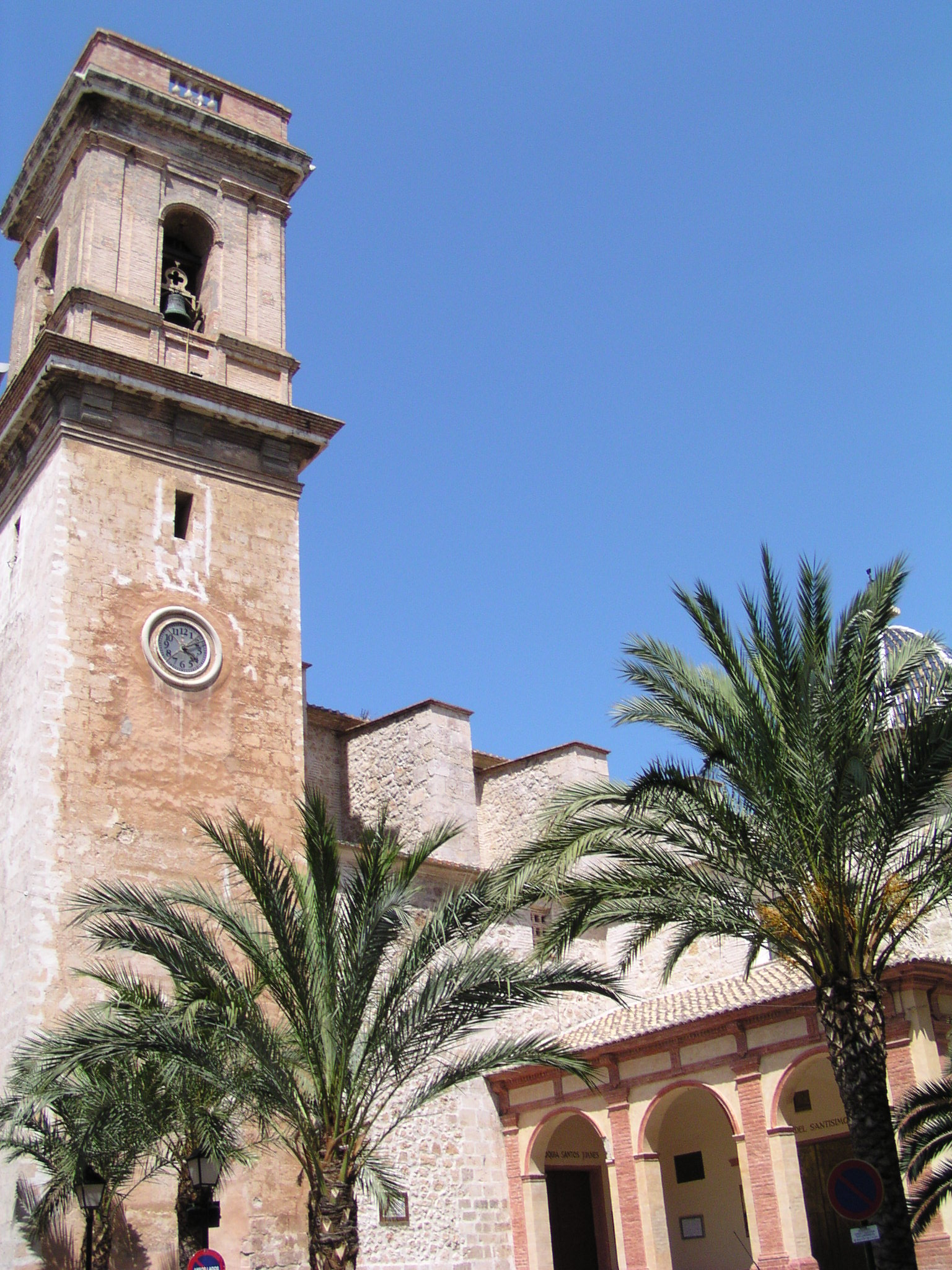
Parochiekerk van Cullera

De hoofdkerk bevindt zich in het centrum van Cullera bij de markt. Het oudste gedeelte van de parochiekerk dateert uit de 13e en 14e eeuw en bevindt zich onder de klokkentoren. Het middenschip is in de 18e eeuw gebouwd. De kerk staat onder het patronaat van Johannes de Doper (De los Santos Juanes).

### Aquapolis
Vlak bij het station ligt “Aquapolis”, een ontspanningspark waarin water de centrale plaats inneemt.

## Feesten

### Fallas
In de provincie Valencia wordt van 12 tot en met 19 maart de “Fallas” gehouden. Dit feest vindt zijn oorsprong in de houtsnijwerkers. Na de winterperiode werd het afvalhout verbrand telkens op het patroonsfeest van San José (Sint Jozef), 19 maart.
In de loop van de jaren kregen deze brandstapels karikaturale vormen en ontwikkelde het feest zich tot meerdaagse vieringen.
Elke dag zijn er activiteiten in de vorm van dagvuurwerk (mascleta), optochten van verenigingen in klederdracht, processies, sport- en kookwedstrijden terwijl de dag wordt afgesloten met bals en vuurwerk.
Op 19 maart om middernacht worden de meesterwerken onder grote publieke belangstelling in brand gestoken en rest alleen nog maar de herinnering en het as.
Ook in Cullera wordt dit feest, weliswaar in bescheiden vorm, gevierd.

### Semana Sancta
De Goede Week, de week voor Pasen worden er in geheel Spanje processies gehouden. Cullera vormt hierop geen uitzondering. Op Witte Donderdag trekt de processie door de straten van het oude centrum.

### La fiesta del Virgin
Het belangrijkste feest in Cullera wordt ter ere van de schutspatroon gevierd in de week na de eerste zaterdag na Pasen. ’s Avonds wordt het Mariabeeld uit de kerk op de berg in processie naar de stad gebracht. De straten zijn dan versierd en de bevolking trekt de beste kleren aan.
Nadat het beeld is geplaatst op het marktplein gaat een vuurwerk van start.
Als de stad weer tot rust is gekomen gaat het Mariabeeld in processie, waarin tal van deelnemers in traditionele klederdracht, de stad in.
Gedurende een week vindt er elke dag in een andere wijk een volksfeest plaats.
Het feest wordt afgesloten, na een volle week op de zondagochtend bij het aanbreken van de dag, als de vissers het beeld door zee dragen en daarmee de hulp voor het komend jaar afsmeken.
Samen met dit religieuze feest vinder er tal van sportieve en muzikale activiteiten plaats.

## Partnersteden
- Jever (Duitsland)

## Geboren in Cullera
- Rafael Taléns Pello (9 september 1933) Spaans componist en muziekpedagoog
- Juan Bernat (1 maart 1993), Spaans voetballer

Ademuz · Ador · Agullent · Aielo de Malferit · Aielo de Rugat · Alaquàs · Albaida · Albal · Albalat de la Ribera · Albalat dels Sorells · Albalat dels Tarongers · Alberic · Alborache · Alboraia · Albuixech · Alcàntera de Xúquer · Alcàsser · Alcublas · Aldaia · Alfafar · Alfara de la Baronia · Alfara del Patriarca · Alfarp · Alfarrasí · Alfauir · Algar de Palancia · Algemesí · Algímia d'Alfara · Alginet · Almàssera · Almiserà · Almoines · Almussafes · Alpuente · Alzira · Andilla · Anna · Antella · Aras de los Olmos · Atzeneta d'Albaida · Ayora · Barx · Barxeta · Bèlgida · Bellreguard · Bellús · Benagéber · Benaguasil · Benavites · Beneixida · Benetússer · Beniarjó · Beniatjar · Benicolet · Benicull de Xúquer · Benifaió · Benifairó de la Valldigna · Benifairó de les Valls · Beniflà · Benigànim · Benimodo · Benimuslem · Beniparrell · Benirredrà · Benissanó · Benissoda · Benissuera · Bétera · Bicorp · Bocairent · Bolbaite · Bonrepòs i Mirambell · Bufali · Bugarra · Buñol · Burjassot · Calles · Camporrobles · Canals · Canet d'En Berenguer · Carcaixent · Càrcer · Carlet · Carrícola · Casas Altas · Casas Bajas · Casinos · Castelló · Castelló de Rugat · Castellonet de la Conquesta · Castielfabib · Catadau · Catarroja · Caudete de las Fuentes · Cerdà · Chella · Chelva · Chera · Cheste · Chiva · Chulilla · Cofrentes · Corbera · Cortes de Pallás · Cotes · Cullera · Daimús · Domeño · Dos Aguas · El Genovés · El Palomar · El Puig de Santa Maria · El Real de Gandia · Emperador · Enguera · Estivella · Estubeny · Faura · Favara · Foios · Fontanars dels Alforins · Fortaleny · Fuenterrobles · Gandia · Gátova · Gavarda · Gestalgar · Gilet · Godella · Godelleta · Guadasséquies · Guadassuar · Guardamar de la Safor · Higueruelas · Jalance · Jarafuel · L'Alcúdia · L'Alcúdia de Crespins · L'Alqueria de la Comtessa · L'Eliana · L'Ènova · L'Olleria · La Font d'En Carròs · La Font de la Figuera · La Granja de la Costera · La Llosa de Ranes · La Pobla de Farnals · La Pobla de Vallbona · La Pobla del Duc · La Pobla Llarga · La Yesa · Llanera de Ranes · Llaurí · Llíria · Llocnou d'En Fenollet · Llocnou de la Corona · Llocnou de Sant Jeroni · Llombai · Llutxent · Loriguilla · Losa del Obispo · Macastre · Manises · Manuel · Marines · Massalavés · Massalfassar · Massamagrell · Massanassa · Meliana · Millares · Miramar · Mislata · Mogente · Moncada · Montaverner · Montesa · Montichelvo · Montroy · Montserrat · Museros · Náquera · Navarrés · Novelé · Oliva · Olocau · Ontinyent · Otos · Paiporta · Palma de Gandía · Palmera · Paterna · Pedralba · Petrés · Picanya · Picassent · Piles · Pinet · Polinyà de Xúquer · Potries · Puçol · Puebla de San Miguel · Quart de les Valls · Quart de Poblet · Quartell · Quatretonda · Quesa · Rafelbunyol · Rafelcofer · Rafelguaraf · Ráfol de Salem · Real · Requena · Riba-roja de Túria · Riola · Rocafort · Rotglà i Corberà · Ròtova · Rugat · Sagunto · Salem · San Antonio de Benagéber · Sant Joanet · Sedaví · Segart · Sellent · Sempere · Senyera · Serra · Siete Aguas · Silla · Simat de la Valldigna · Sinarcas · Sollana · Sot de Chera · Sueca · Sumacàrcer · Tavernes Blanques · Tavernes de la Valldigna · Teresa de Cofrentes · Terrateig · Titaguas · Torrebaja · Torrella · Torrent · Torres Torres · Tous · Tuéjar · Turís · Utiel · València · Vallada · Vallanca · Vallés · Venta del Moro · Vilamarxant · Villalonga · Villar del Arzobispo · Villargordo del Cabriel · Vinalesa · Xàtiva · Xeraco · Xeresa · Xirivella · Yátova · Zarra